# Phim tội phạm
Phim tội phạm hay còn gọi là  phim hình sự theo nghĩa rộng nhất, là một thể loại điện ảnh được lấy cảm hứng từ và tương tự như thể loại văn học giả tưởng về tội phạm. Các phim thuộc thể loại này thường bao gồm các khía cạnh khác nhau của tội phạm và việc điều tra nó. Về mặt phong cách, thể loại này có thể chồng chéo và kết hợp với nhiều thể loại khác, chẳng hạn như thể loại kịch truyền hình hoặc phim gangster, nhưng cũng có thể có chồng lấn với phim hài, và đến lượt nó lại có thể chia thành các thể loại nhỏ hơn như phim kỳ ảo, phim giật gân hoặc phim đen.

## Các nhánh thể loại
Phim trinh thám thường để đề cập đến nhưng phim tập trung vào quá trình điều tra để tìm ra sự thật mà không nhất thiết là vụ án. Nhân vật chính có thể là thám tử tư điển hình như Sherlock Holmes, Hercule Poirot, Conan; cũng có thể là nhân viên tư pháp như trong Đạp huyết tầm mai, Hồi ức kẻ sát nhân, Seven; hoặc người bình thường muốn tìm ra sự thật hay tự nhận trách nhiệm điều tra như: Da Vinci code, The Fugitive (1993), Cô gái mất tích, The Batman...

### Tội phạm chính kịch
Thể loại này thường nghiêm túc tập trung vào tâm lý, đạo đức và các tình huống thực tế hơn, thể hiện giới tội phạm qua các âm mưu và hành động bạo lực. Điển hình có thể kể đến loạt phim Bố già, Bugsy, Once Upon a Time in America, Goodfellas...

### Tội phạm giật gân
Thường đề cập đến những hàng vi bạo lực hoặc hệ quả tàn khốc, phim có những biến đổi về tình tiết đột ngột, gây ám ảnh cho người xem về tâm lý hoạc hình ảnh. Điển hình có Hồi ức kẻ sát nhân, loạt phim John Wick, Điệp vụ Boston...

### Băng đảng / Gangster
Đây là thể loại "phim tội phạm" lâu đời của phương Tây, lấy góc nhìn của những tên tội phạm, các thế lực của thế giới ngầm. Dòng phim này có thể có những tình tiết khiến những tên tội phạm gần giống như anh hùng hay phản anh hùng. Các phim Bố già, Once Upon a Time in America, Goodfellas là ví dụ cho loại này. Ở các quốc gia lại có những băng đảng đặc trưng riêng và cách gọi các dòng phim này cũng khác nhau, Hồng Kông có loạt phim về xã hội đen Người trong giang hồ, tại Nhật Bản thường là phim về các Yakuza.

### Phim về trộm cướp
Đây là một dòng phim khá phổ biến, nói về các hành vi ăn trộm hờn cướp của, thường sẽ theo nhóm. Các phim thuộc dòng này như Ranh giới chết, Người Kiến, Quái xế Baby, Fast 5...

### Thủ tục cảnh sát
Là dòng phim tập trung vào việc điều tra của các đơn vị chức năng trong các vụ án, các phim thuộc dòng này chủ yếu là phim truyền hình dài tập như Cảnh sát hình sự, NCIS,  CSI NY, CSI... Một số phim điện ảnh thuộc dòng phim này như Nghề siêu dễ, loạt phim Những gã trai hư...

### Tội phạm hài
Thể loại phim có yếu tố gây cười thường phổ biến ở thập niên 1990 tại phương tây. Phim có thể tập trung vào giới tội phạm với những nhân vật kém thông minh hoặc cực kỳ xui xẻo khi thực hiện các phi vụ như Mafia! (giễu nhại loạt phim Bố già) hay Pulp Fiction. Một số phim với góc nhìn của phía điều tra như Big Momma's House, Cớm đại học, Cớm học đường,Beverly Hill cop,...